# Лапюнуа
Лапюнуа (фр. Lapugnoy) — коммуна во Франции, регион О-де-Франс, департамент Па-де-Кале, округ Бетюн, кантон Бетюн. Город расположен в 8 км к западу от Бетюна, на обоих берегах реки Кларенс, притока Лиса, в 2 км от автомагистрали А26 "Англия" Труа-Кале.
Население (2018) — 3 467 человек.

## Достопримечательности
- Церковь Святого Ведаста XIX века

## Экономика
Структура занятости населения:
- сельское хозяйство - 2,6 %
- промышленность - 10,2 %
- строительство - 25,6 %
- торговля, транспорт и сфера услуг - 31,7 %
- государственные и муниципальные службы - 29,9 %

Уровень безработицы (2017) — 12,2 % (Франция в целом — 13,4 %, департамент Па-де-Кале — 17,2 %). 

Среднегодовой доход на 1 человека, евро (2017) — 19 640 (Франция в целом — 21 110, департамент Па-де-Кале — 18 610).

## Демография
Динамика численности населения, чел.

## Администрация
Пост мэра Лапюнуа с 1989 года занимает социалист Ален Деланнуа (Alain Delannoy), член Совета департамента Па-де-Кале от кантона Бетюн. На муниципальных выборах 2020 года возглавляемый им левый список победил во 2-м туре, получив 49,76 % голосов (из трех списков)
| Период | Период | Фамилия       | Партия                  | Примечания                                                               |
| ------ | ------ | ------------- | ----------------------- | ------------------------------------------------------------------------ |
| 1977   | 1989   | Жозеф Киде    |                         |                                                                          |
| 1989   |        | Ален Деланнуа | Социалистическая партия | медбрат, член Генерального совета департамента, член Совета департамента |